# Uncle Albert/Admiral Halsey
〈Uncle Albert/Admiral Halsey〉는 음반 《Ram》의 폴과 린다 매카트니가 부른 노래이다. 빌보드는 1971년 연말 차트에서 이 노래를 22위로 평가했다. 이것은 솔로 가수로써 매카트니의 첫 번째 골드 레코드가 되었다.

## 참여 인원
- 폴 매카트니 – 리드, 하모니 및 백 보컬, 어쿠스틱 기타, 피아노, 베이스, 실로폰
- 린다 매카트니 – 하모니 및 백 보컬
- 휴 맥크라켄 – 어쿠스틱 및 일렉트릭 기타
- 데니 세이웰 – 드럼, 퍼커션
- 마빈 스탬 – 플루겔호른
- 뉴욕 필하모닉 오케스트라 – 오케스트라 편곡